# Maison au 1, rue des Potiers à Sarre-Union
La maison au 1, rue des Potiers est un monument historique situé à Sarre-Union, dans le département français du Bas-Rhin.

## Localisation
Ce bâtiment est situé au 1, rue des Potiers à Sarre-Union.

## Historique
L'édifice fait l'objet d'une inscription au titre des monuments historiques depuis 1934.

## Architecture

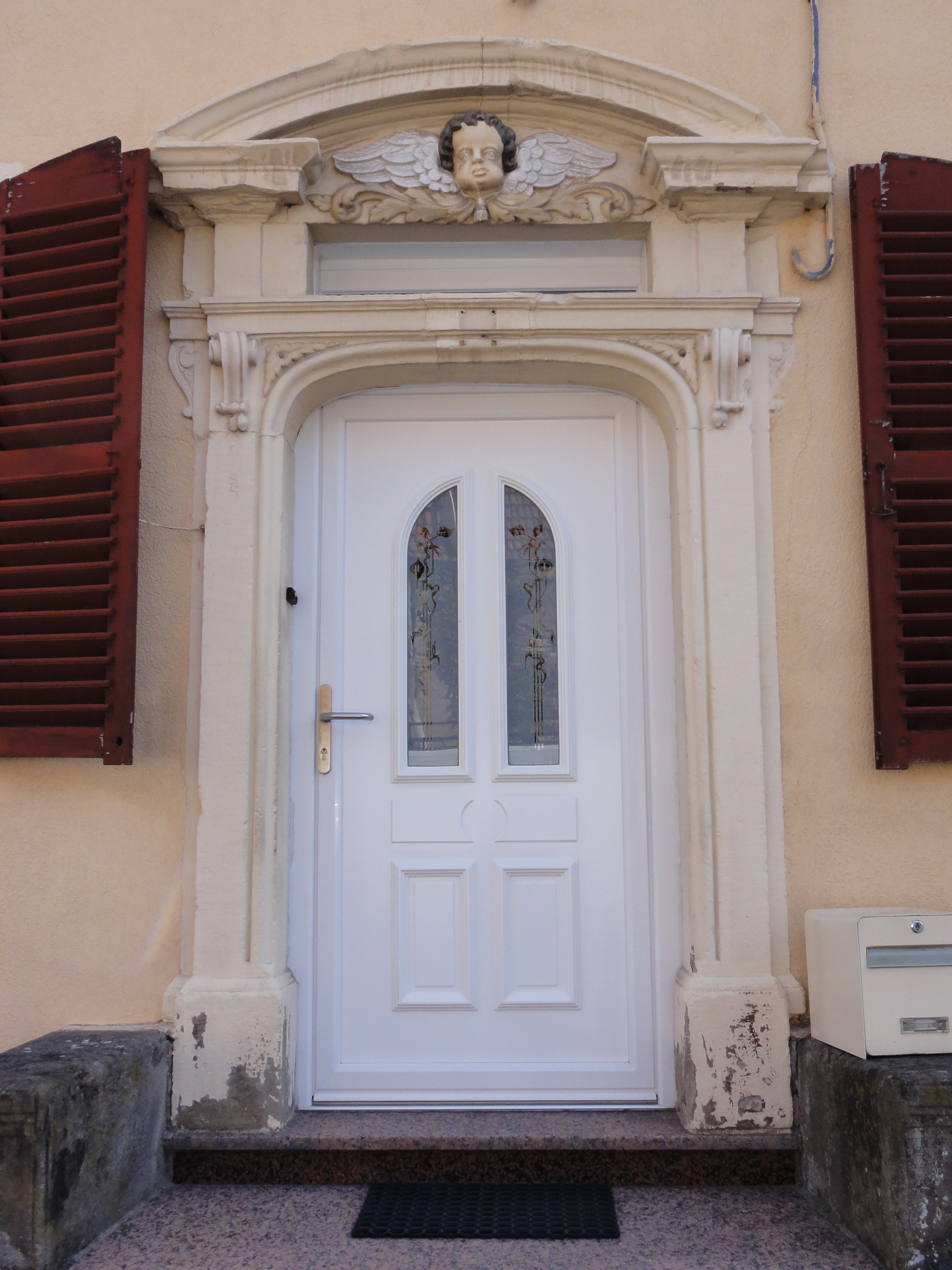